# كاريس بوافاني
كاريس بوافاني (الاسم العلمي: Carissa boiviniana) هي نوع نباتي يتبع جنس الكاريس من فصيلة الدفلية.